# Барбье, Жан-Франсуа Терез
Жан-Франсуа Терез Барбье (фр. Jean-François Thérèse Barbier; 1754—1828) — французский военный деятель, бригадный генерал (1806 год), барон (1808 год), участник революционных и наполеоновских войн.

## Биография
Начал военную службу 12 февраля 1772 года в гусарском полку Шамборана (будущий 2-й гусарский). В 1792—1793 годах сражался в рядах Северной армии. 15 мая 1793 года произведён, и возглавил 2-й гусарский полк. Однако вскоре у него возникли проблемы с народным представителем Дюкенуа. В результате Барбье был отстранён от службы и предстал перед военным судом, но сумел оправдаться и 10 февраля 1794 года возвратился к обязанностям командира полка.
В мае 1803 года со своим полком определён в Армию Ганновера под командой генерала Мортье. С 29 августа 1805 года в составе лёгкой кавалерии 1-го корпуса Бернадота Великой Армии. Отличился в сражении 2 декабря 1805 года при Аустерлице, где в ходе рукопашной схватки на глазах у Императора получил штыковое ранение в шею.
Перед началом Прусской кампании, 7 октября 1806 года, был произведён в бригадные генералы. По причине возраста и проблем со здоровьем занимал лишь административные должности в армии. При первой реставрации Бурбонов был определён 1 сентября 1814 года в резерв и 25 ноября 1818 года окончательно вышел в отставку.
Барбье был известен как превосходный рисовальщик, написал несколько батальных и жанровых сцен из военной жизни, а также набор планшетов с изображениями королевских гусарских полков на 1789 год, исполненных гуашью.

## Воинские звания
- Младший лейтенант (12 февраля 1772 года);
- Второй лейтенант (11 марта 1781 года);
- Первый лейтенант (1 февраля 1785 года);
- Капитан (25 января 1792 года);
- Командир эскадрона (25 ноября 1792 года);
- Полковник (15 мая 1793 года);
- Бригадный генерал (7 октября 1806 года).

## Титулы

- Барон Барбье и Империи (фр. baron Barbier et de l'Empire; декрет от 19 марта 1808 года, патент подтверждён 29 июня 1808 года в Байонне)[1].

## Награды
Легионер ордена Почётного легиона (11 декабря 1803 года)
 Офицер ордена Почётного легиона (14 июня 1804 года)
 Коммандан ордена Почётного легиона (25 декабря 1805 года)